# Всмоктування
Всмо́ктування — транспортування поживного матеріалу порожнини травного апарату в кров і лімфу, забезпечується тими відділами травної системи, які мають відповідні пристосування (складки, ворсинки, мікроворсинки) для збільшення всисної поверхні. Цим вимогам відповідає лише тонка кишка, яка і є основним органом всмоктування, і ротова порожнина.
Всмоктування або транспорт поживних речовин через слизову в кров і лімфу відбувається після їх ферментативного гідролізу за участю різних механізмів. Це пасивний транспорт, що включає фільтрацію, дифузію й осмос, які відбуваються за концентраційним та електрохімічним градієнтом, а також активний транспорт, який забезпечує перехід речовин через мембрани проти концентраційного градієнту з витратами енергії.